# Mudathili Ali
Pour les articles homonymes, voir Ali.
Mudathili Ali, né le 8 janvier 1994, est un coureur cycliste ougandais. En 2017, il devient champion d'Ouganda sur route.

## Palmarès
- 2017
  -  Champion d'Ouganda sur route

## Classements mondiaux
| Année                                 | 2017  |
| ------------------------------------- | ----- |
| Classement mondial                    | 1440e |
| UCI Africa Tour                       | 85e   |
|                                       |       |
| Légende : nc = non classéSource : UCI |       |